# In Spe
Az In Spe egy észt rockegyüttes, melyet 1979-ben alapítottak meg.

## Tagok
| - Alo Mattiisen - Arvo Urb - Ivo Varts - Jaanus Nōgisto - Jüri Tamm - Peeter Brambat - Riho Sibul | - Anne Tüür - Erkki Sven Tüür - Mart Metsala - Priit Kuulberg - Toivo Kopii |

## Diszkográfia

### Stúdióalbumok
- In Spe (1983)
- In Spe (1985)